# Maria Dzielska
Maria Celina Dzielska z domu Dąbrowska, primo voto Józefowicz (ur. 18 września 1942 w Krakowie, zm. 30 lipca 2018 tamże) – polska historyk i filolog klasyczna, profesor nauk humanistycznych, nauczycielka akademicka Uniwersytetu Jagiellońskiego, tłumaczka tekstów źródłowych, wyspecjalizowana w historii późnoantycznego Rzymu i wczesnego Bizancjum. Należała do najczęściej tłumaczonych na języki obce współczesnych historyków polskich. Pośmiertnie odznaczona Orderem Orła Białego.

## Życiorys
Urodziła się 18 września 1942 w Krakowie
Po maturze (1960) podjęła studia historyczne na Uniwersytecie Jagiellońskim, które ukończyła w 1965. Studia filologii klasycznej odbywała na UJ i w latach 1965–1968 na Uniwersytecie Łódzkim. Tytuł magistra filologii klasycznej otrzymała 20 lutego 1968 roku na podstawie pracy zatytułowanej „Tyrania Nabisa na tle ruchów rewolucyjnych w Sparcie w III i II wieku”, napisanej pod kierunkiem doc. dra hab. Beniamina Nadela (druk w 1970 na łamach „Zeszytów Naukowych UJ. Prace Historyczne” 30, 1970, s. 37–47, pod nazwiskiem Maria Józefowicz). Karierę akademicką rozpoczęła na Uniwersytecie Łódzkim, będąc asystentką stażystką w Katedrze Filologii Klasycznej Uniwersytetu Łódzkiego, potem asystentką w Katedrze Historii Powszechnej Starożytnej i Średniowiecznej UŁ. Kolejne stopnie kariery akademickiej przeszła na macierzystej uczelni krakowskiej: doktorat (1972), habilitacja (1984), profesura nadzwyczajna (1992). Tytuł naukowy profesora nauk humanistycznych uzyskała 22 października 1996.
Pracowała w Zakładzie Historii Bizancjum Instytutu Historii Uniwersytetu Jagiellońskiego.
Przetłumaczyła na język polski pisma Pseudo-Dionizego Areopagity. Należy do najczęściej tłumaczonych na języki obce współczesnych historyków polskich. Jej książka Hypatia z Aleksandrii, wydana w Krakowie w 1993, a USA w 1995 przez Harvard University Press, została przetłumaczona na 8 języków i uznana za najlepszą akademicką książkę roku 1995 w kategorii „Filozofia” przez „Choice Magazine” oraz najlepszą książkę historyczną roku 1995 przez American History Book Club. Ponadto po angielsku ukazała się książka Dzielskiej Apollonius of Tyana in Legend and History. Książka ta została również przetłumaczona na język grecki.
Popularyzowała wiedzę o antyku i kulturze klasycznej w telewizji (audycje „Ogród Sztuk”, „Grzechy po polsku” w TVP, „Rozmowy istotne” w TVP Kultura). Była zastępczynią przewodniczącego Społecznego Komitetu Odnowy Zabytków Krakowa (od 2009 r.), członkinią Komitetu Nauk o Kulturze Antycznej PAN oraz zastępczynią przewodniczącego Komisji Filologii Klasycznej PAU, wiceprzewodniczącą Rady Naukowej Związku Podhalan, członkiem Rady Muzeum Narodowego w Krakowie, uczestnikiem seminariów naukowych pod patronatem prezydenta RP Lecha Kaczyńskiego w Lucieniu. Była członkinią Akademickiego Klubu Obywatelskiego im. Prezydenta Lecha Kaczyńskiego w Krakowie. Od 2017 roku była przewodniczącą Rady Programowej Narodowego Centrum Kultury.
Członkini Akademickiego Klubu Obywatelskiego im. Prezydenta Lecha Kaczyńskiego w Krakowie.
Za szczególne zasługi w popularyzowaniu celów statutowych towarzystwa, Walne Zgromadzenie Członków Galicyjskiego Towarzystwa Historycznego na spotkaniu  12 maja 2018 r. nadało jej Godność Członek Honorowy Galicyjskiego Towarzystwa Historycznego akt nadania z uwagi na jej niespodziewaną przedwczesną śmierć nie został wręczony.
Zmarła 30 lipca 2018 w Krakowie, w wyniku obrażeń odniesionych w wypadku.

## Odznaczenia
Pośmiertnie została odznaczona przez prezydenta RP Andrzeja Dudę Orderem Orła Białego w uznaniu znamienitych zasług w popularyzowaniu dziedzictwa kulturowego i wiedzy historycznej, za wybitne osiągnięcia w pracy naukowo-badawczej oraz za działalność publiczną, który na uroczystościach pogrzebowych w Krakowie w kościele Sióstr Norbertanek  w dniu 6 sierpnia 2018 powiedział:

Przyniosła Rzeczypospolitej Polskiej najwięcej sławy ze wszystkich historyków

Rok później wyróżniono ją też Krzyżem Wolności i Solidarności za zasługi w działalności na  rzecz niepodległości i suwerenności Polski oraz respektowania praw człowieka w Polskiej Rzeczypospolitej Ludowej.

## Życie prywatne
Córka Pawła i Marii. Była spokrewniona z Cezarym Emilem Hallerem oraz generałem Józefem Hallerem. Jej drugim mężem był filozof Mirosław Dzielski (1941–1989), mieli jednego syna – Witolda. Jej teściem był Wiesław Dzielski. W latach 80. XX w. była zaangażowana w działalność opozycyjną u boku męża, twórcy polskiego liberalizmu chrześcijańskiego.
Wiele ze swych prac napisała w Łopusznej.
6 sierpnia 2018 została pochowana na Cmentarzu Salwatorskim w Krakowie.

## Twórczość
- Apoloniusz z Tiany. Legenda i rzeczywistość, Kraków 1983; wyd. poszerzone w języku angielskim: Apollonius of Tyana in Legend and History (Roma 1986), wyd. greckie (Ateny 2000);
- Hypatia z Aleksandrii (wyd. I Kraków 1993, wyd. II Kraków 2006, wyd. III Kraków 2010), wyd. angielskie (Cambridge Mass. / London 1995), wyd. greckie (Ateny 1997). wyd. tureckie (Stambuł 1999); wyd. koreańskie (Seul 2002), wyd. hiszpańskie (Madryt 2004, wyd. II Madryt 2009), wyd. tajskie (Bangkok 2005), wyd. francuskie (Paryż 2009); wyd. portugalskie (Relógio D'Água 2009)
- Pseudo-Dionizy Areopagita, Pisma teologiczne. Hierarchia niebiańska, Hierarchia kościelna, Imiona boskie, Teologia mistyczna, Listy, przekład z jęz. greckiego całości pism teologa wczesnobizantyńskiego (t. 1: Kraków 1997, t. 2: Kraków 1999; wyd. II Kraków 2005) – nagroda „Literatury na Świecie” (2000)
- (Wstęp i redakcja naukowa), Proklos, Elementy teologii, przekład z jęz. greckiego R. Sawa (Warszawa 2002).